# 埃爾克鎮區 (明尼蘇達州諾布爾斯縣)
埃爾克鎮區（英語：Elk Township）是位於美國明尼蘇達州諾布爾斯縣的一個行政鎮區，於1872年9月16日設立。

## 地方資料
埃爾克鎮區的面積為93.51平方千米，當中陸地面積為93.50平方千米，而水域面積為0.01平方千米。根據2020年美國人口普查的數據，當地共有人口216人，而人口密度為每平方千米2.31人。